# Kleukheim
Kleukheim ist ein Gemeindeteil des oberfränkischen Marktes Ebensfeld im Landkreis Lichtenfels.

## Geographie
Kleukheim liegt in einem Hügelland östlich vom Maintal. Der Ort ist in Ost-West-Richtung angeordnet und wird vom Kellbach, einem linken Zufluss des Mains, und dem Seitenarm Froschbach durchflossen. Die Staatsstraße 2187 von Ebensfeld nach Scheßlitz führt durch Kleukheim.

## Geschichte
Kleukheim wurde 1137 erstmals urkundlich erwähnt, als der Bamberger Bischof Otto zur Grundausstattung der von ihm gegründeten Zelle Sankt Getreu im östlichen Teil des Michelsberges Besitz eintauschte.
Der in der Urkunde erwähnte Name für Kleukheim, „Clucowa“, wird als slawisch interpretiert. Die Silbe „-heim“ kann nicht wie in anderen Fällen als eine der seit der zweiten Hälfte des 7. Jahrhunderts zahlreichen fränkischen Gründungen der Region gedeutet werden. Kleukheim wurde noch 1239 „Kliucave“ genannt, die Nachsilbe fand erst spät, das heißt, wohl unabhängig von Gründungsakten, Eingang in den Ortsnamen. Die Qualität der gewonnenen landwirtschaftlichen Böden ermöglichte das Wachstum der Siedlung. 1625 wurde Kleukheim durch den Bamberger Fürstbischof Johann Georg Fuchs von Dornheim kirchlich von Ebensfeld getrennt und zur selbstständigen Pfarrei erhoben. Nach dem Dreißigjährigen Krieg kamen Siedler aus dem Frankenwald in den Ort, der bis zur Mitte des 20. Jahrhunderts als großes Bauerndorf die Funktion eines Zentrums in einer Kleinregion ausfüllte. Zum Ort gehörten zwei Mühlen, verschiedene Handwerker und mehrere Gastwirtschaften.
Das bayerische Urkataster zeigt Kleuckheim in den 1810er Jahren als Städtchen mit etwa 90 Herdstellen rund um die Kirche. Der ummauerte Gottesacker befand sich ca. 300 m südlich, abseits des Ortskernes im Flurstück Die Höhe. Östlich des Ortes wurde die Wasserkraft des damals noch frei mäandernden Kellbaches zum Antrieb von zwei Mühlrädern genutzt. Nördlich der Mühle war er zu einem Mühlenteich angestaut.
1862 wurde Kleukheim in das neu geschaffene bayerische Bezirksamt Staffelstein eingegliedert. Die Landgemeinde gehörte zum Landgericht Staffelstein. Ein Gemeindeteil war die damalige Einöde Peusenhof.
1871 hatte Kleukheim 514 Einwohner und 249 Gebäude. Die katholische Schule und die Kirche befanden sich im Ort. 1900 umfassten die beiden Orte der Landgemeinde Kleukheim eine Fläche von 666,25 Hektar, 493 Einwohner, von denen 492 Katholiken waren, und 101 Wohngebäude. 464 Personen lebten in Kleukheim in 97 Wohngebäuden und 1925 476 Personen in 90 Wohngebäuden. 1950 hatte Kleukheim 639 Einwohner und 95 Wohngebäude. Im Jahr 1970 zählte das Pfarrdorf 477, 1987 539 Einwohner sowie 138 Wohnhäuser mit 156 Wohnungen.
Am 1. Juli 1972 wurde der Landkreis Staffelstein aufgelöst. Kleukheim kam zum Landkreis Lichtenfels und wurde mit den Gemeinden Kümmel und Oberküps mit dem Gemeindeteil Unterküps erweitert. Am 1. Mai 1978 folgte die Eingliederung der Gemeinde Kleukheim in Ebensfeld. 1979 gewann das Dorf beim Wettbewerb Unser Dorf soll schöner werden auf Bundesebene eine Goldmedaille. Im Jahre 2012 fand in Kleukheim ein Dorffest zur 875-jährigen Erstnennung des Ortes statt.
Seit dem Jahr 2022 befindet sich die Geschäftsstelle des Landschaftspflegeverbandes Lichtenfels in Kleukheim. Sie steuert die Landschaftspflege des Landkreises Lichtenfels.

## Sehenswürdigkeiten

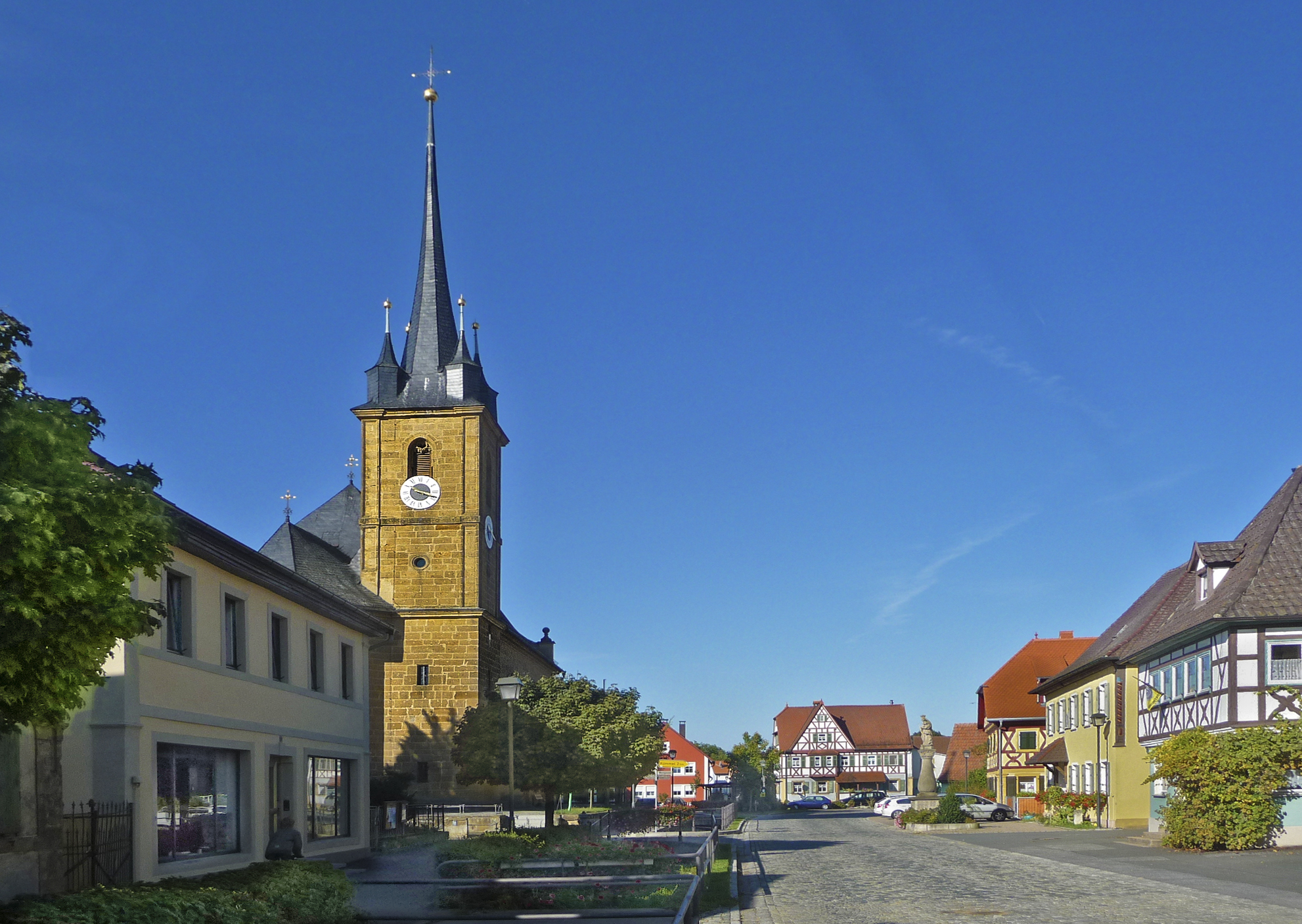
St. Wolfgang

Die katholische Pfarrkirche St. Wolfgang, eine barocke Saalkirche mit Chorseitenturm, prägt das Ortsbild. Der Chor und der Kirchturm entstanden 1625–1626 nach Plänen von Giovanni Bonalino, das Langhaus 1745–1747 entwarf Konrad Fink.
Zahlreiche Fachwerkbauten markieren den historischen Ortskern. In der Liste der Baudenkmäler in Kleukheim sind 25 Sehenswürdigkeiten aufgeführt.

## Wichtige alljährliche Feste in Kleukheim
Jedes Jahr findet in Kleukheim ein Faschingsumzug statt, welcher zu den größten im Obermainland zählt und alljährlich tausende Besucher nach Kleukheim zieht.
Seit dem Jahr 2019 findet alljährlich ein Silvesterfest am Dorfplatz statt.